# 矿池
矿池（英文：Mining Pool），最早指比特币矿池，后来泛指POW矿池，目前更发展出POC矿池。
在加密货币挖矿的背景下，挖矿池是由矿工在网络共享其处理能力的资源池，以根据他们为找到区块的可能性贡献的工作量平均分配奖励。向出示有效的部分工作量证明的矿池成员授予“份额”。当采矿的难度增加到缓慢的采矿者可能需要几个世纪才能形成块的程度时，才开始在池中采矿。
截止2021年12月，全球算力前三的比特币矿池為AntPool、F2Pool、ViaBTC。全球约七成算力在中国矿工手中。
截止2025年1月，全球算力前三的比特币矿池為Foundry USA、AntPool、ViaBTC，其中Foundry USA的份额超过了30%，美國逐步成為比特幣挖礦的中心，再度引發用戶對算力集中化的擔憂。
1. ↑  BTC.COM. . btc.com.   [2017-11-08]. （原始内容存档于2020-09-15） （英语）.
2. ↑  . pro.theminermag.com.   [2025-01-18].
3. ↑  . Cointelegraph. 2025-01-03  [2025-01-18] （英语）.